# Program Argo
Argo je mezinárodní program, který používá robotické sondy k pozorování teploty, slanosti, proudů a v poslední době i optických vlastností v oceánech; program funguje od začátku roku 2000. Data, která poskytuje v reálném čase, se používají v klimatologickém a oceánografickém výzkumu. Zvláště významný je projekt v kvantifikaci "změn obsahu tepla" v oceánu (ocean heat content) neboli v počítání změn entalpie.

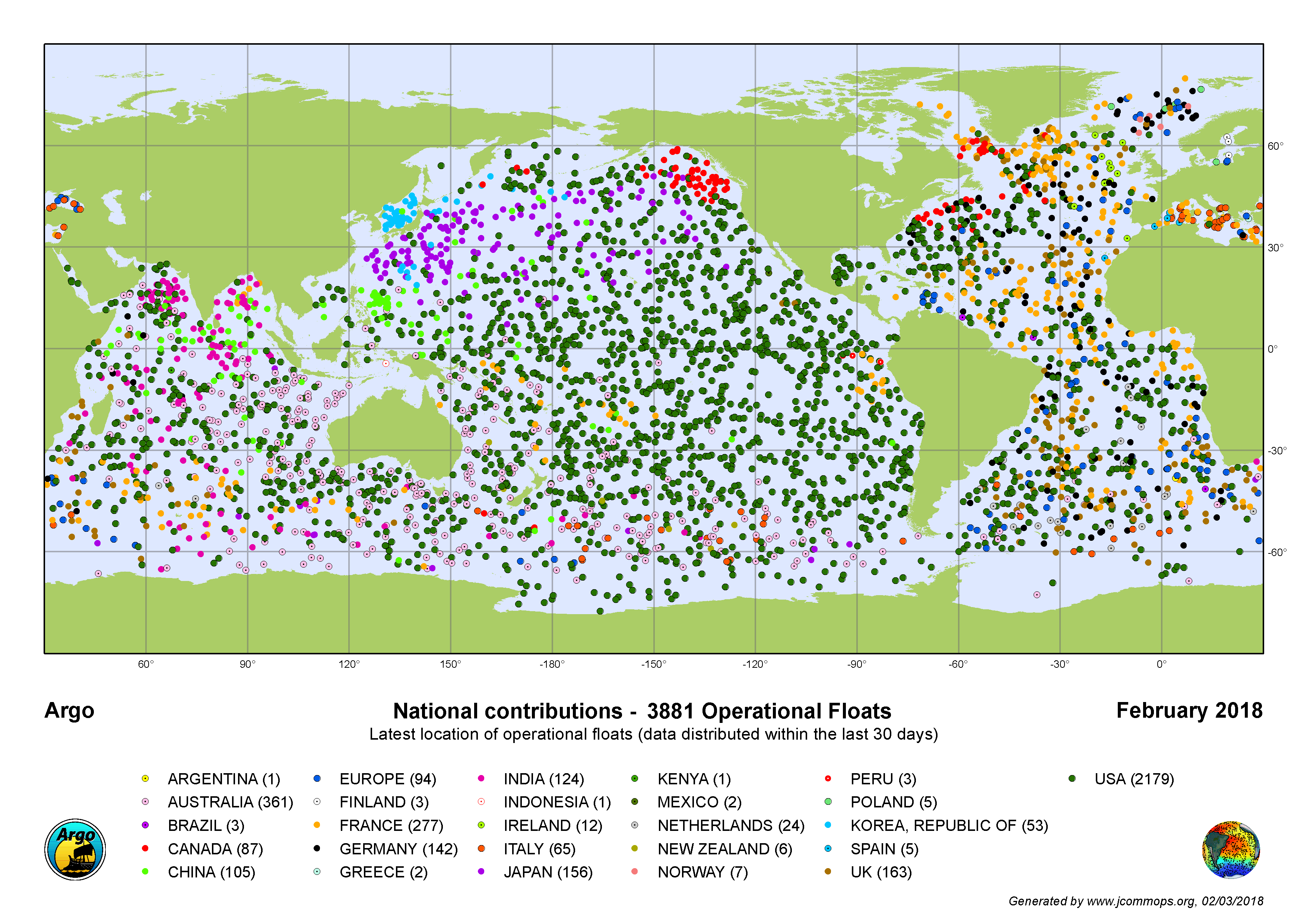
Rozmístění aktivních plováků v poli Argo, barevně označených podle zemí, kterým patří; od února 2018

Argo flotila se skládá z téměř 4000 pohybujících se plováků rozmístěných po celém světě. Každý plovák váží 20–30 kg. Ve většině případů se tyto sondy pohybují v základní hloubce 1000 metrů. Každých 10 dní se se změnou vztlaku ponoří do hloubky 2000 metrů a poté se přesouvají k mořské hladině. Cestou měří elektrickou vodivost, teplotu a tlak. Z těchto údajů lze vypočítat slanost vody a hustotu. Hustota mořské vody je důležitá při určování rozsáhlých pohybů v oceánu. Průměrné současné rychlosti proudů v 1000 metrech jsou přímo měřeny vzdáleností a směrem, kterým je plovák unášen - vše je sledováno pomocí změn pozic v GPS nebo v systému Argos na povrchu. Data jsou přenášena na břeh přes satelit a jsou volně dostupná pro každého bez omezení.
Sledování oceánů projektem Argo je velmi důležité, protože právě oceány jsou nejjasnějšími ukazateli klimatické změny. Pohlcují více než 90 % tepla, které Země nevrací do vesmíru vlivem sílícího skleníkového efektu. Vyšší teploty oceánů mohou vést ke změnám ve vodním cyklu, mohou se objevovat silnější bouřky, přívalové deště. V teplejší vodě dochází ke změnám podmořského života, a také k tání ledových mas, což vede k jejich rychlejšímu pohybu z pevniny do moře, kde zvyšují vodní hladinu. I díky datům Argo se odhaduje, že do konce století stoupne hladina světových oceánů o jeden metr.
Program Argo je pojmenován po řecké mytické lodi Argó. Zdůraznilo to tak mytologický vztah Argo s vůdcem výpravy Iásónem, podle kterého jsou pojmenované satelitní výškoměry Jason. Argo a čtyři doposud vypuštěné satelity Jason, které monitorují měnící se hladinu moře, spolupracují v 10denním pracovním cyklu.

## Mezinárodní spolupráce
Program Argo funguje ve spolupráci více než 30 zemí všech kontinentů (většina je uvedena na grafické mapě v tomto článku), které v celé šíři program spravují a poskytují datový soubor, který může kdokoli použít ke zkoumání mořského prostředí. Argo je součástí systému globálního pozorování oceánů (GOOS) a je koordinován řídícím týmem Argo, mezinárodním orgánem vědců a technických odborníků, který se schází jednou ročně. Správa dat projektu Argo je řízena Týmem pro správu dat Argo. Argo je podporováno také Skupinou pro pozorování Země (GEO) a od svých začátků je podporováno projektem CLIVAR Světového programu pro výzkum klimatu (WCPR) a Experimentem globální asimilace dat o oceánu (GODAE OceanView).

## Historie

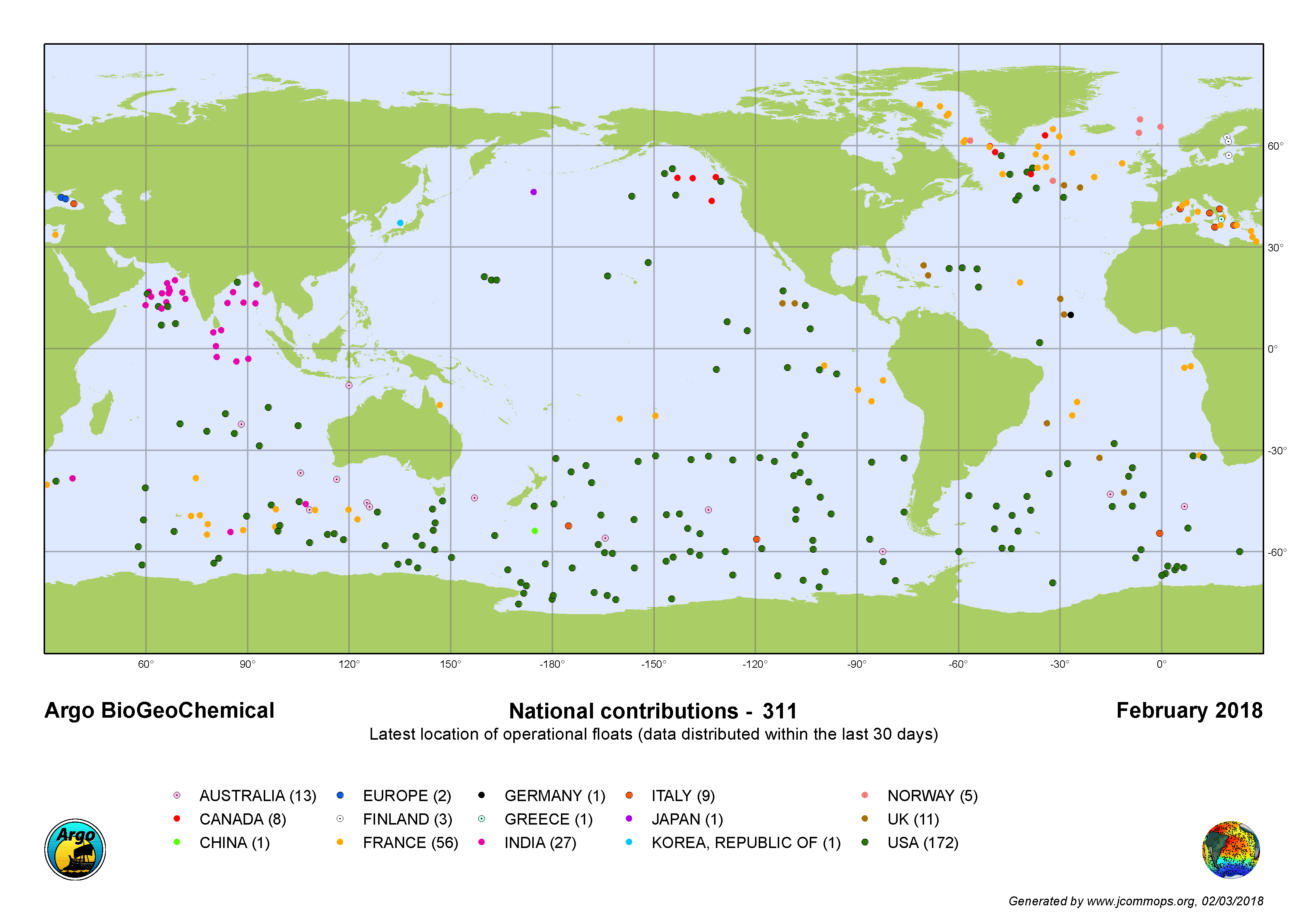
Distribuce aktivních plováků v poli Argo, barevně rozlišených podle zemí, které nesou biogeochemické senzory od února 2018

Program nazvaný Argo byl poprvé navržen na OceanObs-1999, což byla konference pořádaná mezinárodními agenturami s cílem vytvořit koordinovaný přístup k pozorování oceánů. První návrh Argo vytvořila malá skupina vědců, které předsedal Dean Roemmich, který popsal program s asi 3000 plováky umístěnými v průběhu roku 2007. Cíle bylo dosaženo nakonec v listopadu 2007 - 3000 sond bylo rozmístěno do oceánů celého světa. Řídící tým Argo se poprvé setkal už v roce 1999 v Marylandu (USA) a nastínil principy globálního sdílení dat. Řídící tým Argo podal na konferenci OceanObs-2009 desetiletou zprávu a obdržel návrhy na vylepšení projektu. Mezi tyto návrhy patřilo zvýšení počtu sond v území s vysokou zeměpisnou šířkou, v okrajových mořích (jako je Mexický záliv a Středozemní moře) a podél rovníku, lepší pozorování silných hraničních proudů (jako je Golfský proud a Kurošio), rozšíření pozorování v hloubce a přidání senzorů pro sledování biologických a chemických změn v oceánech. V listopadu 2012 shromáždil indický plovák Argo milióntý profil (tj. dvojnásobek počtu shromážděných profilů výzkumnými plavidly během celého 20. století). Začátkem roku 2018 se rychle rozšířil také program Bio-Argo.

## Konstrukce plováků a jejich provoz

Schematický diagram struktury profilovaného plováku používaného v projektu Argo

Rozhodující schopností flotily Argo je schopnost stoupat a klesat v oceánu podle naprogramovaného plánu. Plováky to dělají změnou své efektivní hustoty. Hustota jakéhokoli objektu je dána jeho hmotností vydělenou jeho objemem. Plovák Argo udržuje svou hmotnost konstantní, ale změnou objemu mění svou hustotu. To se děje pomocí minerálního oleje vytlačeného z tlakového pouzdra plováku do gumového měchýře na spodním konci plováku, který se tím rozpíná. Jak se měchýř rozšiřuje, plovák má nižší hustotu než mořská voda a stoupá na povrch. Po dokončení naprogramovaných pokynů na povrchu plovák načerpá olej zpátky dovnitř a opět klesne.
Profilované plováky používané v programu Argo vyrábí několik málo společností a organizací. Plováky APEX, vyrobené společností Teledyne Webb Research, jsou nyní nejčastěji používány. Plováky SOLO a SOLO-II (druhé zmíněné používají pístové čerpadlo pro změny vztlaku, na rozdíl od šroubově poháněných pístů v jiných plovácích) byly vyvinuty v Scripps Institution of Oceanography. Mezi další typy patří plovák NINJA vyrobený japonskou Tsurumi Seiki Co. a plováky ARVOR & PROVOR vyvinuté společností IFREMER ve Francii. Většina plováků používá senzory vyrobené společností Sea-Bird Electronics, které jsou také v profilovaném plováku zvaném Navis. Typický plovák Argo je válec přes 1 metr dlouhý a 14 cm široký s hemisférickým uzávěrem. Minimální objem má asi 16 600 kubických centimetrů (cm3).
Na Ocean Station Papa v Aljašském zálivu může být teplota na povrchu oceánu asi 6 °C a slanost 32,55 hmotnostních dílů na tisíc (tj. tolik gramů soli v kilogramu mořské vody), což tvoří hustotu mořské vody 1,0256 g/cm3. V hloubce 2000 metrů (tlak 2000 decibarů) může být teplota 2 °C a slanost 34,58 dílů na tisíc. Tudíž, včetně vlivu tlaku (voda je mírně stlačitelná), hustota mořské vody je asi 1,0369 g/cm3. Změna hustoty dělená hustotou v hloubce je 0,0109.
Plovák musí těmto hustotám odpovídat, má-li klesnout do hloubky 2000 metrů a potom opět vystoupat na povrch. Protože hustota plováku je rovna jeho hmotnosti vydělená objemem, musí pro svůj pohyb plovák svůj objem změnit o 0,0109 × 16 600 = 181 cm3; část této změny objemu je zajištěna stlačitelností samotného plováku a přebytečný vztlak je využit pro udržení antény nad vodou. Všechny plováky Argo nesou senzory pro měření teploty a slanosti oceánu, kterou měří v rozdílných hloubkách, stále větší počet plováků také nese další senzory, které měří například množství rozpuštěného kyslíku a jiné proměnné biologického a chemického charakteru, jako je chlorofyl, množství živin a pH. Rozvíjí se také další rozšíření projektu Argo, které nese název BioArgo. To přidá k metodě vzorkování oceánů ještě biologickou a chemickou část vzorků.
Anténa pro satelitní komunikaci je namontována na horní části plováku, který se po dokončení výstupu vynoří nad mořskou hladinu. Vlivem salinity oceánů, která způsobuje vodivost, není rádiová komunikace pod hladinou moře možná. Počátkem programu Argo plováky využívaly výhradně pomalých jednosměrných družicových komunikací, ale většina plováků rozmístěných v polovině roku 2013 už používá rychlou obousměrnou komunikaci. Výsledkem je, že Argo plováky nyní přenášejí mnohem více dat, než bylo možné dříve. Na mořské hladině proto nyní tráví pouze asi 20 minut namísto bývalých 8–12 hodin, což výrazně snižuje problémy, se kterými se plováky setkávaly, jako je například uváznutí na dně a obrůstání organismy (k jakému dochází na trupech lodí).
Průměrná životnost plováků Argo se od začátku programu výrazně zvýšila, plováky nasazené v roce 2005 měly průměrnou životnost nejprve 4 roky. Probíhající vylepšení by měla vyústit v další rozšíření životnosti na 6 a více let.
V červnu 2014 byly testovány nové typy plováků, které shromažďovaly měření v mnohem větších hloubkách, než jakých bylo možné dosáhnout u standardních plováků Argo. Tyto plováky „Deep Argo“ jsou navrženy tak, aby dosahovaly hloubky 4 000 nebo 6 000 metrů, oproti 2 000 metrů u těch standardních. Nová technologie umožní zkoumat mnohem větší objem oceánu. Měření tohoto typu jsou důležitá pro ucelení poznatků o problematice oceánů, jde například o změny v entalpii. Projektu Deep Argo významně pomohl spoluzakladatel Microsoftu Paul Allen. V roce 2020 již takových plováků pracuje mnoho desítek v řadě oblastí.

## Návrh oblasti

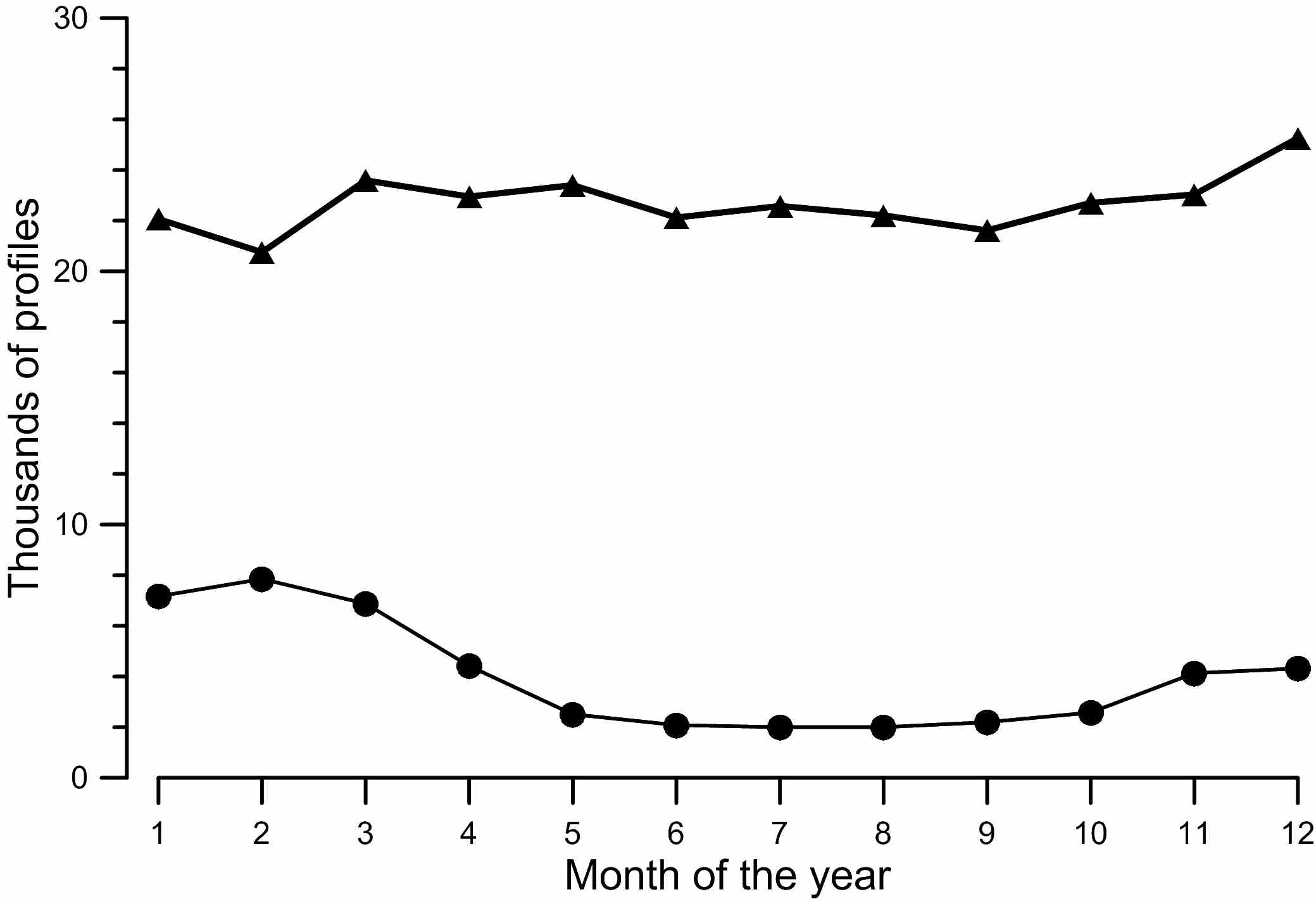
Počet hloubkových profilů shromážděných společností Argo pohybujcích se jižně od 30° jižní šířky (horní křivka); zde v průběhu roku 2012 ve srovnání s dostupnými profily shromážděnými jinými prostředky během stejného období (dolní křivka). Dokazuje to téměř úplné vyloučení sezónního zkreslení

Původní plán zveřejněný v návrhu Argo požadoval vzdálenost mezi plováky v průměru 3° zeměpisné šířky a 3° zeměpisné délky. To umožnilo, že rozlišení (v kilometrech) ve vysokých zeměpisných šířkách roste jak na severu, tak na jihu, což bylo to považováno za nezbytné také kvůli poklesu Rossbyho poloměru deformace, který řídí měřítko oceánografických rysů, jako jsou například víry. Do roku 2007 se toho do značné míry podařilo dosáhnout, ale v hloubkách jižního oceánu nebylo dosud dosaženo úplného cíle.
Snahou programu je dokončit původní plán a obsadit plováky všechny části světových oceánů. Obtížné je to především v hlubokých oblastech Jižního oceánu, protože tam se možnosti rozmístění objevují jen velmi zřídka.
Jak je uvedeno v odstavci Historie, nyní se plánují vylepšení v rovníkových oblastech oceánů, v hraničních proudech a v okrajových mořích. Cílem je, aby se celkový počet plováků zvýšil na 4000.
Jedním z výhod použití ponořujících se Argo plováků pro vzorkování oceánu je, že měření není sezónně zkresleno.
Graf znázorňuje počet všech plováků Argo každý měsíc roku 2012 v oblasti jižně od 30° jižní šířky (horní křivka) v průběhu listopadu 2012 ve srovnání se stejným diagramem pro všechna ostatní dostupná data hloubkových profilů. Spodní křivka ukazuje silné roční zkreslení čtyřnásobným počtem profilů v australském létě než v australské zimě. U horního grafu (Argo) není patrné žádné zkreslení.

## Přístup k datům

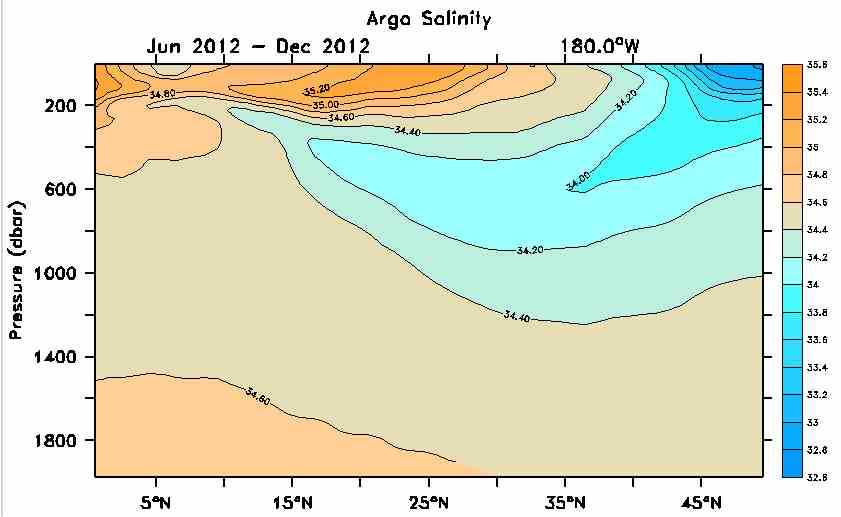
Průřez slanosti podél datové linie vypočtená z dat Argo pomocí Globálního námořního atlasu (Global Marine Atlas)

Jednou z podstatných vlastností Argo modelu je globální a neomezený přístup k datům v reálném čase. Plovák pohybující se ve vodě přenáší data velmi rychle, a to do formátu, který lze sdílet přes GTS (Globální telekomunikační systém). GTS je provozován Světovou meteorologickou organizací (WMO), konkrétně za účelem sdílení dat potřebných pro předpovědi počasí. Všechny státy, které jsou členy WMO, tak dostanou všechna data z programu Argo během několika hodin od jejich získání. Data jsou také zpřístupňována prostřednictvím ftp a WWW přístupu prostřednictvím dvou globálních datových center Argo (GDAC), jednoho ve Francii a jednoho v USA.
Přibližně 90 % všech získaných profilů dat je k dispozici do 24 hodin, přičemž zbývající data jsou k dispozici brzy poté.
Od výzkumníka, který chce využít data získané prostřednictvím GTS nebo z Argo Global Data Center (GDAC), jsou vyžadovány programovací dovednosti. GDAC dodává soubory s více profily, které jsou nativním formátem souborů pro Ocean DataView. Pro každý den existují soubory se jmény jako 20121106_prof.nc, jedná se o tzv. multi-profile soubory. Tento příklad je souborem specifickým pro 6. listopadu 2012 a obsahuje všechny profily v jednom souboru NetCDF pro jednu oblast oceánů. GDAC identifikují tři takové oblasti - Atlantik, Indický oceán a Pacifik. Každý soubor Argo, který byl získán v daný konkrétní den, tedy obsahuje tři soubory s více profily.
Uživatel, který chce prozkoumat data Argo, ale nemá programovací dovednosti, si může stáhnout Argo Global Marine Atlas, což je snadno použitelný nástroj, který umožňuje vytváření materiálů založených na datech Argo, jako je výše uvedený graf slanosti, vytváří ale také mapy různých vlastností oceánu s horizontálními vrstvami vody, časové řady jakéhokoli místa atd. Tento Atlas také obsahuje tlačítko „aktualizace“, které umožňuje pravidelnou aktualizaci dat. Argo Global Marine Atlas je udržován v Scripps Institution of Oceanography v La Jolla v Kalifornii.
Data Argo lze také zobrazit v aplikaci Google Earth s vrstvou vyvinutou Technickým koordinátorem Argo.

## Výsledky dat

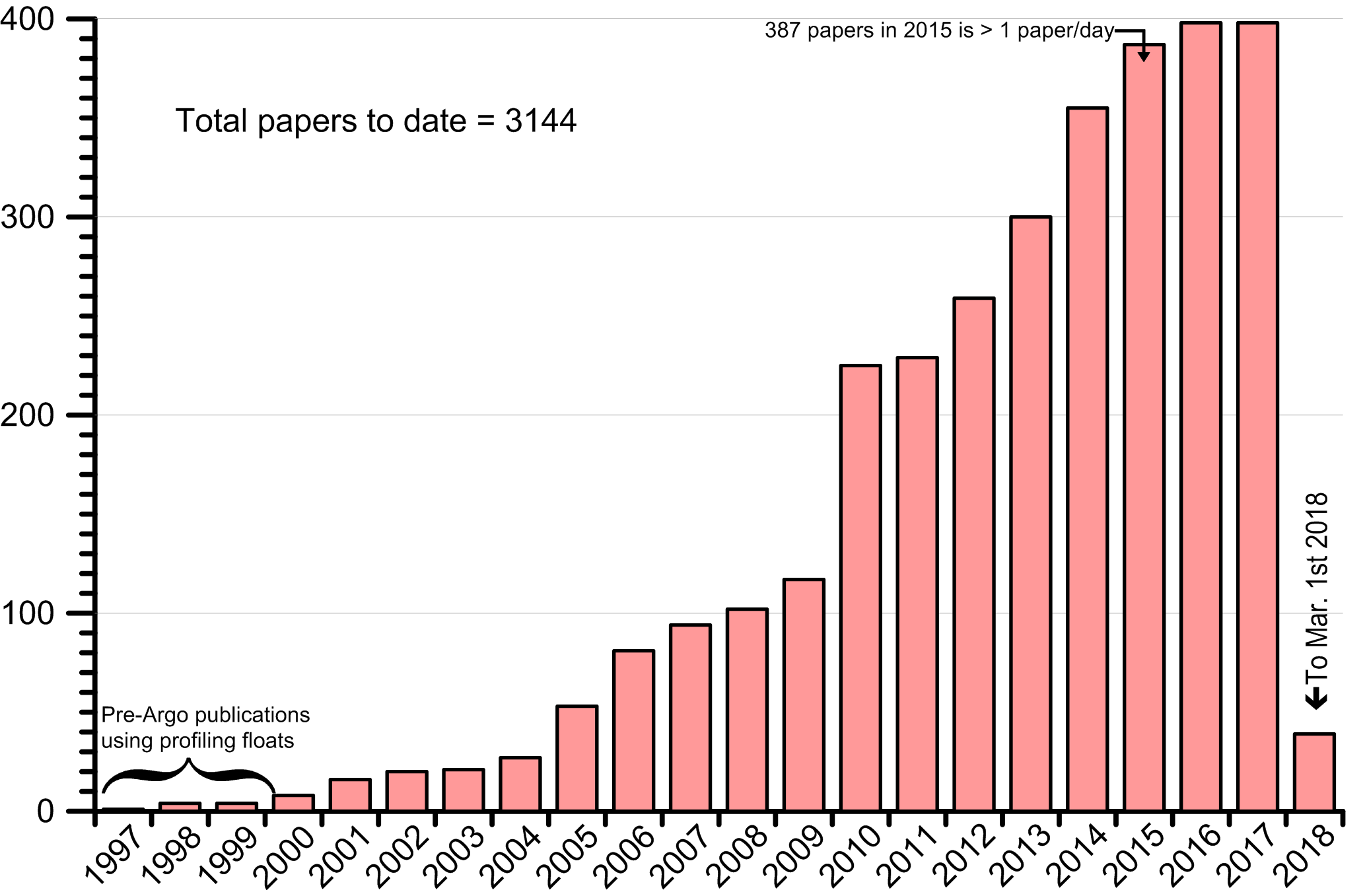
Počet příspěvků publikovaných v ročních periodikách v recenzovaných časopisech, které jsou do značné míry nebo zcela závislé na dostupnosti dat Argo k 26. březnu 2018

Argo je nyní dominantním zdrojem informací o klimatickém stavu oceánů a je široce používán v mnoha publikacích, jak je patrné z následujícího obrázků. Mezi řešená témata patří interakce vzduch-moře, mořské proudy, meziroční variabilita, El Niño, víry, vlastnosti vodní hmoty a transformace. Argo nyní také umožňuje přímé výpočty entalpie.
Významný příspěvek publikovali Durack a Wijffels, kteří analyzovali globální změny ve vzorcích povrchové slanosti.
Výzkumníci zjistili, že oblasti světa s vysokou povrchovou slaností se stávají stále slanějšími a oblasti světa s relativně nízkou povrchovou slaností jsou stále méně slané. Tento jev bylo popsán jako „bohaté bohatne a chudé chudne“. Vědecky řečeno, distribuce soli se řídí rozdílem mezi srážkami a odpařováním. Oblasti, jako je severní část Severního pacifického oceánu, kde dominují srážky, je voda sladší než průměr. Výsledek vědeckého zkoumání je to, že Země reaguje intenzifikací globálního hydrologického cyklu. Data programu Argo se také používají jako vstupy počítačových modelů klimatického systému, což vede ke zlepšení schopnosti států předpovídat sezónní klimatické změny.
Při zpracování Kapitoly 3 (Pracovní skupina 1) páté hodnotící zprávy IPCC, která byla zveřejněná v září 2013, byla směrodatná právě data z projektu Argo. Do kapitoly byl přidán také dodatek, který zdůraznil zásadní změny v kvalitě a objemu dat o oceánu na rozdíl od čtvrté hodnotící zprávy IPCC, a také celkové zlepšení informací a popisu změn povrchové slanosti a entalpie v horní části oceánu, a to díky datům Argo.
Data Argo byla použita spolu s údaji o změně hladiny moře ze satelitních výškoměrů v novém vědeckém přístupu k analýze globálního oteplování, který byl uveden v magazínu Eos v roce 2017. David Morrison uvádí, že „[z] těchto datových souborů je zřejmé, že dochází k tepelným depozicím v oceánu, ať už se jedná o teplotní změny v prvních 2 km hloubky nebo o rozpínání oceánské vody v důsledku zahřívání. Tyto informace o oceánu podléhají menšímu šumu než změny teploty půdy a atmosféry.“
Rozsáhlý přehled celého programu a jeho budoucnosti byl publikován v létě 2019.
Analýza z roku 2020, která využívala data Argo, ukazuje, že teplota oceánů byla v roce 2019 oproti všem letům předchozím nejvyšší. Teplota se zvyšovala od roku 1987 čtyřiapůlkrát rychleji, než jak tomu bylo mezi roky 1955 až 1986. Z výsledků vyplývá, že oteplování je stále pokračující, nepřetržité a zrychlující se. Entalpie celé hloubky oceánu se od roku 1960 do roku 2019 zvýšila o 370 zettajoulů.